# Aloyse Weins

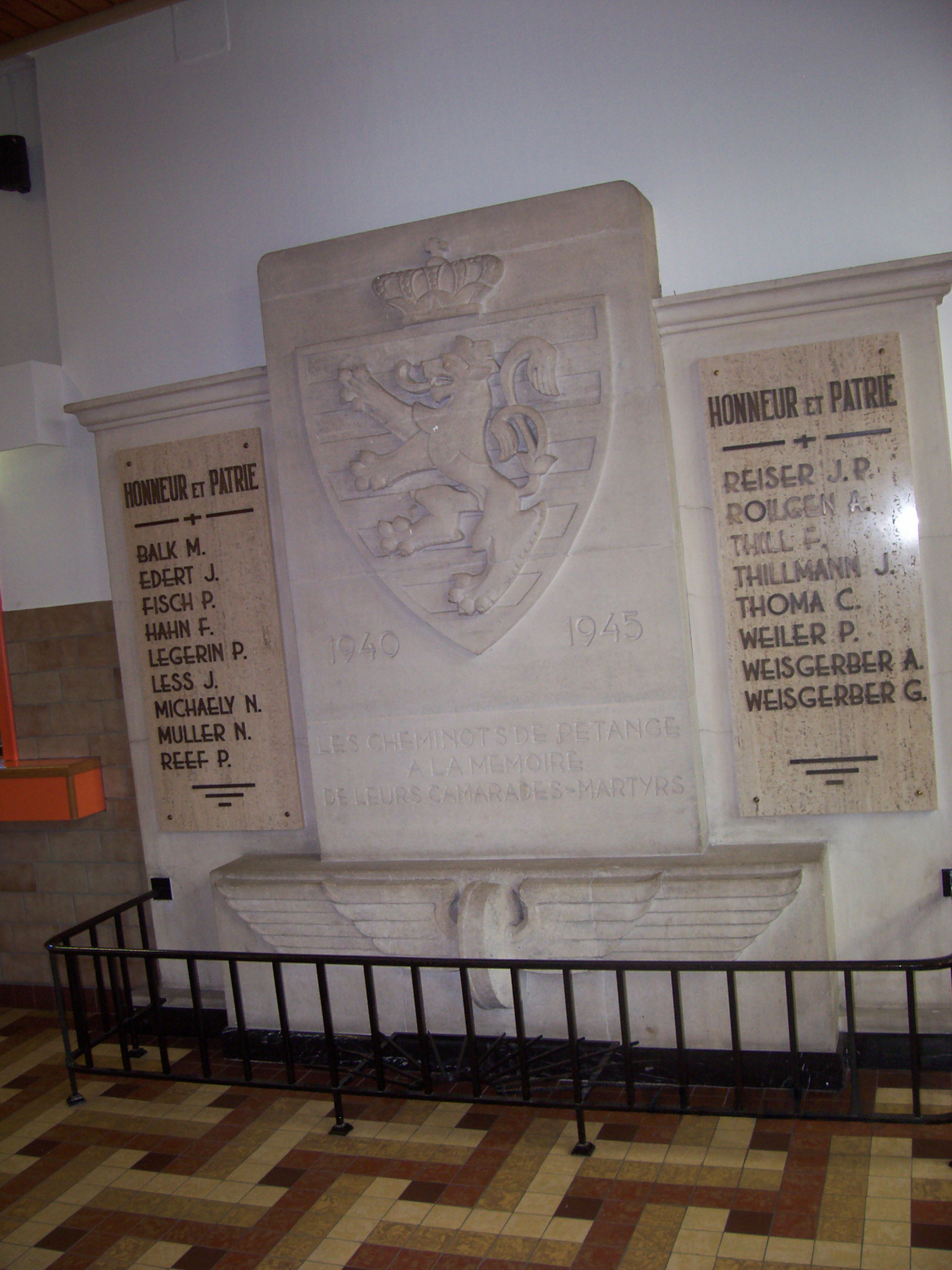
"LES CHEMINOTS DE PETANGE A LA MEMOIRE DE LEURS CAMARADES-MARTYRS" (1954), Pétange

Jean-Aloyse Weins (Malberg, 8 maart 1901 – Luxemburg-Stad, 11 november 1975) was een Duits-Luxemburgs beeldhouwer.

## Leven en werk
De in Duitsland geboren Aloyse of Alois Weins vestigde zich in Luxemburg. Vanaf 1932 werkte hij er als uitvoerder voor beeldhouwer Claus Cito. Na de Tweede Wereldoorlog werd hij zelfstandig beeldhouwer, al voerde hij ook nog werk voor Albert Kratzenberg uit. Weins had zijn atelier in Bascharage. Hij trouwde met de Luxemburgse Elise Marie Limpach (1913-1995). In 1958 werd hij genaturaliseerd tot Luxemburger.
Weins overleed op 74-jarige leeftijd in de Clinique Sainte-Thérèse in Luxemburg-Stad.

## Enkele werken
- 1954 ontwerp en uitvoering oorlogsmonument in de hal van het Station Pétange
- 1958 uitvoering basreliëf van de Heilige Familie boven de entree van de parochiekerk van Marienthal. Ontwerp van Albert Kratzenberg.

- Musée national d'archéologie, d'histoire et d'art: lkl001615